# Бамбуров, Владимир Федорович
Владимир Фёдорович Бамбуров (бел. Уладзімір Фёдаравіч Бамбураў; 10 ноября 1937, Каинская Заимка, Новосибирский район, Новосибирская область — 16 апреля 2024, Минск) — советский военачальник, генерал-майор (1989). Начальник Минского высшего военно-политического общевойскового училища (1987—1992).

## Биография
Родился 10 ноября 1937 года в многодетной семье.
С 1957 года проходил срочную воинскую службу. Затем поступил в Коломенское высшее артиллерийское командное училище, которое окончил в 1962 году. В 1973 году заочно окончил Коломенский педагогический институт по специальности педагог-историк.
Служил на различных военно-политических должностях: помощником начальника политического отдела по комсомольской работе ракетно-технической базы, пропагандистом и секретарём партийной комиссии ракетной базы, начальником политического отдела отдельного полка.
С 1979 года — заместитель, с 1980 года — начальник политического отдела Свердловского высшего военно-политического танко-артиллерийского училища.
В 1982 году окончил Военно-политическую академию имени В. И. Ленина.
С 1986 по 1987 год — начальник политического отдела Рязанского высшего автомобильного командного училища.
С 1987 по 1992 годы — начальник Минского высшего военно-политического общевойскового училища.
В 1989 году присвоено воинское звание генерал-майор.
В 1992 году уволен в запас.
После выхода на пенсию возглавлял Белорусский центр переподготовки и трудоустройства военнослужащих, затем работал в Военной академии Республики Беларусь. В 2010 году под его авторством вышла книга «Военная школа в Беларуси. Традиции и современность». С января 2015 года по ноябрь 2017 года возглавлял Республиканское общественное объединение «Белорусский союз офицеров».
Жил в Минске.
Скончался 16 апреля 2024 года на 87-м году жизни. Похоронен на кладбище деревни Королёв Стан Минского района Минской области.

## Семья
Жена —  Светлана Васильевна Бамбурова (род. 1941).
Сын — Бамбуров Сергей Владимирович, начальник отдела главного управления экономической безопасности КГБ Республики Беларусь. Сын — Бамбуров Андрей Владимирович. Оба сына окончили Свердловское высшее военно-политическое танко-артиллерийское училище.